# Protestantismo
El protestantismo es una de las ramas del cristianismo que sigue los principios teológicos de la Reforma protestante. Los protestantes fueron originariamente grupos de disidentes que, alegando que la Iglesia católica venía incurriendo en numerosos errores teológicos, se separaron de esta en el siglo XVI, en un proceso que se denomina la Reforma protestante. Desde entonces, los protestantes niegan el primado del apóstol Pedro y por consiguiente la sucesión apostólica de los obispos de Roma y la eficacia de los sacramentos. Los protestantes creen en el sacerdocio de todos los creyentes, la salvación solamente por la fe y no por las buenas obras, y la autoridad suprema de la Biblia por encima de la tradición apostólica (sola scriptura).
Las principales organizaciones mundiales que recogen a la mayoría de protestantes son:
- Consejo Mundial de Iglesias
- Comunión Mundial de Iglesias Reformadas
- Alianza Evangélica Mundial
- Comunión anglicana

El término protestante hacía referencia originariamente a los partidarios de las ideas luteranas de la Reforma en Alemania a raíz de su protesta y resistencia a los edictos imperiales que intentaban buscar la uniformidad religiosa de Alemania. Para otros, el apelativo se les atribuyó con ocasión de que los príncipes que seguían a Martín Lutero protestaron por no poder asistir a la Dieta de Espira en 1529, apelando al concilio.
La doctrina luterana (algunos elementos centrales de las propuestas de Martín Lutero, además de en las noventa y cinco tesis del manifiesto colocado en la puerta de la Iglesia de Todos los Santos de Wittenberg el 31 de octubre de 1517, se presentan en sus obras 'Catecismo Mayor' y 'Los Artículos de Esmalcalda') giraría en torno a la idea de que la Biblia es la única autoridad en materia de fe para la Iglesia y en la necesidad absoluta de la gracia de Dios para que el hombre, mediante la sola fe en Cristo y el Evangelio, pueda ser salvado por Dios en un acto de conversión interior.
El protestantismo es muy diverso, y es bastante más heterogéneo que la Iglesia católica y la Iglesia ortodoxa, tanto desde el punto de vista teológico como el eclesiástico. El protestantismo no cuenta con una autoridad suprema ni tiene unidad estructural. Los protestantes desarrollaron la idea de la «Iglesia invisible», que se contrapone a la posición católica, que ve en la Iglesia católica la única Iglesia verdadera, fundada por Jesús.
Debido a la diversidad de grupos que se sumaron al protestantismo y sus diferencias doctrinales, el mismo no se corresponde con el modelo de una sola iglesia ni una doctrina homogénea. A pesar de las coincidencias originales expresadas principalmente en las Cinco Solas, aun en sus orígenes, no se podría hablar de un movimiento sólidamente uniforme en este aspecto. El protestantismo habitualmente se expresa en tres tipos de movimientos o congregaciones:
- Aquel que se corresponde a iglesias históricas de carácter nacional, como la Iglesia de Inglaterra (anglicanismo) en el Reino Unido y el ámbito de sus excolonias, las iglesias luteranas en Alemania y Escandinavia, y las iglesias calvinistas (reformados y presbiterianos) en Suiza, Países Bajos y Escocia. (Las iglesias metodistas y algunas iglesias bautistas, aunque sin carácter nacional, son agrupadas en este primer tipo).
- Aquel que se corresponde a iglesias históricas de carácter congregacional, como las iglesias congregacionalistas, las iglesias puritanas, las iglesias anabaptistas (menonitas, hermanos) y la mayoría de iglesias bautistas; o a iglesias evangélicas, de carácter libre y generalmente calvinistas, aunque anabaptistas. Suelen llamarse iglesias de la segunda reforma.
- Aquel que se corresponde a movimientos pentecostales o carismáticos, surgidos de diversas iglesias protestantes o sin continuidad histórica.

Existen aproximadamente 680 millones de protestantes, un 30 % del total de cristianos, distribuidos en diferentes denominaciones que siguen diferentes líneas interpretativas de la Biblia.

## Etimología
Protestante deriva del latín protestari, que significa ‘declaración pública o protesta’, en referencia a la realizada por los cinco príncipes electores y  las catorce ciudades imperiales alemanas contra la decisión de la Dieta de Espira en 1529, que reafirmaba el edicto de la Dieta de Worms de 1521, en el que se proscribía creer y enseñar las doctrinas luteranas. 
El término «protestante» no se utilizó en su origen para describir a los reformadores, sino posteriormente para describir a los diferentes grupos disidentes de la ortodoxia católica. Desde entonces se ha empleado en diferentes sentidos, siendo común para referirse a aquellos cristianos no pertenecientes a las iglesias católica, ortodoxas y orientales. Aunque las doctrinas de las diversas ramas protestantes varían, estas son unánimes en reivindicar una relación personal directa del individuo con Dios y la Biblia como autoridad última en asuntos de fe, principio conocido como sola scriptura.

## Teología

### Las noventa y cinco tesis de Martín Lutero
El 31 de octubre de 1517, Martín Lutero, un fraile agustino alemán, publicó las noventa y cinco tesis, las cuales, de acuerdo con la tradición, clavó en la puerta de la Iglesia del palacio de Wittenberg, práctica común entonces. Las tesis condenaban la avaricia y el paganismo en la Iglesia católica como un abuso, y pedían una disputa teológica en lo que las indulgencias podían dar. Sin embargo, en sus tesis no cuestionaba directamente la autoridad del papa para conceder indulgencias. Lutero criticaba en particular la práctica común por aquel entonces de la venta de indulgencias, de las que la Iglesia católica de León X hizo un uso extensivo para recaudar fondos dedicados a la construcción de la Basílica de San Pedro, algo que consideraba contra las enseñanzas bíblicas, poniendo en duda la autoridad del papa y la doctrina del purgatorio. 
Lutero mantuvo que la salvación se garantizaba por la fe sola, expresando que las buenas obras y los sacramentos administrados por la Iglesia católica no eran necesarios para ser salvado. Lutero envió una copia de las tesis a su obispo, el cual las reenvió a Roma.
Tras ignorar inicialmente a Lutero, el papa León X escribió una refutación académica de sus tesis. En ella mantuvo la autoridad papal sobre la Iglesia y condenó cada “desviación” como una apostasía. Lutero replicó, iniciándose una controversia que culminó con la excomunión de Lutero por el papa León X el 3 de enero de 1521 mediante la bula Decet Romanum Pontificem.

### Las cinco solas
Del mismo modo que no se puede hablar de una sola iglesia protestante, tampoco se puede hablar de una sola doctrina protestante coherente y cohesionada. De hecho, la variedad doctrinal que el protestantismo ha ido adoptando a lo largo de su evolución ha sido una de las causas de su fragmentación. Aun con todo, se puede hablar de una doctrina de mínimos que con distinta intensidad sí comparten todas las iglesias herederas de la Reforma. Tradicionalmente se suele resumir esta doctrina común en las “cinco solas”, que desarrolladas comprenden el núcleo de la fe protestante:
- La doctrina de la “sola scriptura” es la creencia en que toda fuente de autoridad en materia de fe debe ser extraída con exclusividad de la Palabra de Dios, la Biblia. Esta posición, común a todas las iglesias protestantes, varía en su intensidad, desde el extremo del rechazo de cualquier contenido de fe ajeno a la Biblia (protestantismo evangélico más radical) hasta la supeditación de la tradición y las costumbres a la Biblia sin que por ello sea rechazada si no se puede argumentar una incoherencia o incompatibilidad manifiesta (iglesias protestantes históricas).
- La doctrina de la “sola fide” es la creencia en que sólo mediante la fe en Cristo el hombre recibe gratuitamente la salvación. Esta fe en Cristo se describe como una fe viva que implica una conversión total del hombre, es decir, una fe que produce una transformación que implica un cambio en las creencias, obras y aspiraciones del creyente.
- La doctrina de la “sola gratia” es la creencia en que la salvación es recibida de parte de Dios, por el hombre, de forma gratuita, sin que este pueda merecerla o adquirirla por sus propias fuerzas. La doctrina de la gracia en el protestantismo es semejante a la doctrina agustina si bien enfatizada o según para algunos mal entendida. El protestantismo presenta al hombre condenado e incapaz de obrar en favor de su salvación por causa del pecado original. En esta situación de depravación, el hombre necesita de Dios para su salvación desde incluso el mismo momento en que se convierte, pues sin la gracia de Dios tampoco podría recibir la gracia de la fe. Dentro del protestantismo se ha entendido esta doctrina de diversas formas. Existen algunas iglesias que defienden la idea de que el hombre es totalmente incapaz incluso de aceptar la gracia o de resistirla, de modo que su libertad queda totalmente anulada y todo depende de la elección divina (calvinismo más extremo) hasta posturas muy parecidas a la doctrina católica que defienden la idea de que el hombre, aun no mereciendo ni pudiendo lograr por sus méritos la salvación, una vez capacitado por Dios puede libremente aceptarla o rechazarla.
  - Como una consecuencia de la radicalidad de la doctrina de la gracia y la fe en el protestantismo, el papel de las obras como actos que puedan merecer la salvación, la santidad o el favor de Dios es generalmente rechazado o muy atenuado como un producto secundario de la fe. Aun así, en el protestantismo se suele argumentar que una vida de fe que no produce obras es una vida de fe muerta, es decir, no es una vida de fe basándose en la cita bíblica de Santiago 2:17.
- La doctrina de “solus Christus” es la creencia en que sólo hay un mediador capaz de redimir al hombre ante Dios, y que este es Cristo. Desde un punto de vista teológico, esta doctrina es compartida por todas las iglesias cristianas. No obstante, en el protestantismo adoptó una serie de implicaciones nuevas que sí lo diferencian. La implicación más importante fue el rechazo de la intercesión de la virgen María y los santos en nuestro favor desde el cielo. También se rechazó el culto y veneración de éstos y otras creencias populares que incluso la misma Iglesia católica no reconoce como correctas. Otra implicación importante fue el rechazo de lo que se percibió como una apropiación por parte del clero de ciertos medios de salvación o condonación de los pecados, como la celebración del sacramento de la penitencia y las indulgencias.
- La doctrina de “Soli Deo Gloria” es la creencia en que solo a Dios se le puede dar gloria y adoración. Asimismo es la creencia en que ángeles y toda la creación (incluidos los hombres) dan gloria a Dios y que por ello y para ello Dios los creó. En el protestantismo se incluye además el rechazo de la veneración de los santos.

### Otras doctrinas presentes en el protestantismo
Además de las “cinco solas”, el protestantismo, como la mayoría de las corrientes del cristianismo, comparte igualmente las creencias en la Trinidad, la cristología clásica o de los primeros concilios ecuménicos, la celebración de los sacramentos del bautismo y la cena del Señor (eucaristía), aunque con diferencias importantes, la creencia en el Juicio Final y la resurrección de la carne, etc. Algunas de sus iglesias se adhieren a los credos niceno-constantinopolitano y de Atanasio (Iglesia Anglicana, Iglesia Luterana, Iglesia Metodista, Iglesia Presbiteriana y calvinistas en general, etc.).
En cuanto a la eclesiología el protestantismo concibe a la Iglesia como una, santa, universal y apostólica igual que las demás iglesias cristianas. Lo peculiar de su eclesiología es que defiende la idea de una doble dimensión de la iglesia, una invisible y otra visible. Es invisible por cuanto es la reunión de todos los santos en el cuerpo místico de Cristo en todos los tiempos y lugares, la unicidad y santidad de la Iglesia está garantizada, pues, en Cristo. Es visible en la denominación o iglesia local en la que se congrega el creyente. Se acepta la existencia de distintas jurisdicciones en la iglesia y se rechaza la idea de que esta deba estar gobernada por una sola persona o por una sola institución. El ecumenismo es percibido como la necesidad de buscar la unidad doctrinal en lo esencial y la intercomunión de todos los cristianos, pero no se acepta un ecumenismo que conduzca a la construcción de una sola iglesia gobernada por una sola institución.

### Doctrinas fijadas en la dialéctica con la Iglesia católica (diferencias)
Para entender la doctrina protestante hay que tener en cuenta que en su génesis fue un movimiento de reforma de la Iglesia católica. Por este motivo, muchas de las doctrinas protestantes solo tienen sentido y deben su existencia al catolicismo y a la necesidad o intención de corregirlo de lo que fueron percibidos como errores por los reformadores protestantes. Un ejemplo que deja clara esta génesis dialéctica de ciertas doctrinas protestantes es, por ejemplo, la negación del purgatorio. El purgatorio en el protestantismo sencillamente no tiene cabida en su teología ni en sentido alguno en sus desarrollos positivos, pero aun así es doctrina usual en confesiones y catecismos protestantes el decir: “el purgatorio no existe”. Algunas doctrinas protestantes con este origen son:
- La negación del papado y la infalibilidad papal. Algunas iglesias protestantes solo reconocen al papa como un obispo más (iglesias protestantes históricas) o sencillamente rechazan cualquier papel que este pueda tener en la Iglesia. Tampoco se reconoce la autoridad de los patriarcas ortodoxos como jefes de la Iglesia.
- Excepto en el anglicanismo y el luteranismo se rechaza el episcopado y la sucesión apostólica. Se conservan el presbiterado (ancianos) y el diaconado como ministerios ordenados, aunque no por un sacramento ni en sucesión apostólica.[8]
- Se niega que los concilios de la Iglesia o cualquier declaración de su jerarquía tenga una autoridad semejante a la de la Palabra escrita de Dios, es decir, la Biblia. El canon de la Biblia para los protestantes es de 66 libros, ya que de acuerdo a la tradición jerosolimitana únicamente se aceptan como inspirados aquellos libros que son propios de la Tanaj hebrea (Antiguo Testamento). No se tiene en cuenta, por tanto, la tradición griega (Biblia de los Setenta), que es la que utiliza la Iglesia católica. Los libros no usados por los protestantes son llamados deuterocanónicos o apócrifos.
- Se niega cualquier papel merecedor de la salvación en las obras. Esta doctrina no es exactamente contraria a la doctrina católica, aunque sí ha sido un punto de gran controversia.
- Excepto en el anglicanismo y el luteranismo (en parte) solo se aceptan dos sacramentos u ordenanzas, el bautismo y la cena del Señor (eucaristía). La doctrina sacramental presenta grandes diferencias entre los protestantes. Estas van desde una concepción simbólica hasta incluso posiciones muy cercanas al catolicismo.
- En la eucaristía se rechaza en general la transubstanciación, el sacrificio incruento de Cristo en el altar, la presencia de Cristo fuera del uso litúrgico del sacramento y las bendiciones y adoraciones con el sacramento. La presencia de Cristo se explica desde una presencia real (consubstanciación, presencia espiritual) hasta una mera presencia simbólica.
- Algunas Iglesias (anabaptistas, bautistas, hermanos, pentecostales y otras Iglesias evangélicas) no bautizan a los recién nacidos, bautizando de nuevo a los que lo fuesen de niños. Consideran el bautismo como una decisión consciente representada mediante el bautismo de forma pública, con la que el individuo se decide a seguir las enseñanzas de Cristo. Por otro lado, las Iglesias protestantes históricas (anglicanos, luteranos, presbiterianos, metodistas, etc.) reconocen y practican el bautismo pueril (paidobautismo), no solo como un medio de incorporar al niño a la Iglesia, sino también como un signo de la regeneración, de la filiación y de actuación de la gracia de Dios.[9][10] Generalmente la Iglesia católica reconoce como válido (aunque ilícito para un católico) el bautismo de las iglesias históricas de la Reforma.
- En la mayoría de las iglesias protestantes (excepto en la anglicana, la metodista y luterana) la liturgia es concebida como innecesaria para la celebración del culto. Tan sólo se conservan aquellas que son percibidas como obligatorias en la Biblia (la fórmula bautismal, el bautismo en agua y la celebración de la Cena del Señor con pan y vino, aunque sin la necesidad de repetir las palabras que usó Cristo en la misma). El anglicanismo, el metodismo y el luteranismo, en cambio, consideran que la liturgia es parte importante del culto y establecen libros de oración y celebración; la liturgia (excepto la metodista) de estas dos iglesias es muy semejante a la liturgia católica latina.
- Se rechaza la veneración de imágenes y reliquias.
- No se cree en la necesidad de recurrir a la confesión auricular ni a la absolución por parte de un ministro ordenado para así recibir el perdón de los pecados. Anglicanos y luteranos aun aceptando esta falta de necesidad no han suprimido este medio aunque matizan observando que es el arrepentimiento y la confesión a Dios lo que perdona y no la absolución.
- Se rechaza la doctrina del purgatorio y, por tanto, las oraciones por los difuntos.
- Se rechaza la Inmaculada Concepción de María y no se da crédito a la asunción de María en cuerpo y alma a los cielos. La mayoría de las iglesias protestantes no usan el título de “Madre de Dios” por la confusión que podría provocar y sostienen la opinión de que María sí podría haber tenido o tuvo hijos después de nacer Jesús. ;

### Los textos doctrinales del protestantismo
En un principio, los protestantes expresaron sus posiciones doctrinales por medio de Confesiones de Fe, breves documentos apologéticos. En el luteranismo destaca la Confesión de Augsburgo. En el ámbito de la reforma calvinista, la Confesión Escocesa (1560), La Segunda Confesión Helvética (1531) y la Confesión de Fe de Westminster (1647). En el anglicanismo destacan Los Treinta y Nueve Artículos de Religión de la Iglesia de Inglaterra que concilian posiciones anglicanas y reformadas. Las iglesias bautistas y evangélicas también tienen sus propias declaraciones y confesiones de fe. La declaración teológica de Barmen, contra el régimen nazi, y la breve declaración de fe de la Iglesia presbiteriana en los Estados Unidos son ejemplos de declaraciones recientes.[cita requerida]

### Educación en el protestantismo
La enseñanza doctrinal en el protestantismo suele realizarse en la iglesia mediante la predicación y la escuela dominical, predominando el aspecto ético y religioso.
La educación que la Reforma implantó desde sus inicios con Lutero, suponía la lectura de la Biblia, surgiendo la necesidad de enseñar a leer a todos, lo que llevó a que los reformadores se interesaran por la enseñanza popular. Cabe destacar que cada rama del protestantismo tiene características propias en cada país, además de que las doctrinas se comenzaron a impartir en lenguas vernáculas, o sea, en el idioma de cada país.
Diversos autores han destacado el importante papel que tuvo la Reforma protestante en el impulso de la educación y alfabetización pública, si este se compara con la situación en los países católicos, surgiendo como una reacción eclesiástica, pero con un carácter religioso, alentándose con insistencia el estudio bíblico personal y colectivo, así como la participación activa de todos los miembros (laicos y ministros) en la formación para la evangelización. Generalmente es la predicación el medio más usado, aunque existen catecismos como el de Heidelberg y el Mayor en el luteranismo o el de Westminster en el presbiterianismo. Los seminarios y escuelas bíblicas son los centros de estudio teológico superior.

## Historia

### La Prerreforma (1366-1517)

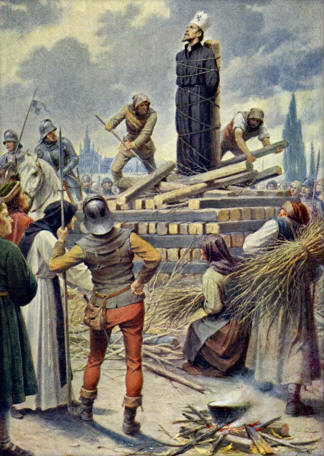
Ejecución de Jan Hus en 1415.

Debido a los errores de la Iglesia católica, que durante mucho tiempo había estado atesorando bienes materiales y se había empeñado en una lucha por el poder terrenal, las capas sociales más bajas, campesinos, artesanos y comerciantes estaban descontentos con las jerarquías eclesiásticas, que se llevaban el diezmo de sus bienes y de los que prácticamente no recibían nada a cambio. La vida de lujo y pecado de los cardenales y obispos en Roma era bien conocida por toda la población de Europa e incluso reyes y emperadores sentían rencor hacia el Papado que interfería frecuentemente en el gobierno. Sin embargo, ya desde el siglo XIII, con Francisco de Asís, se planteaba la cuestión de si la Iglesia debería acumular riquezas o debería repartirlas entre los pobres.
Se denomina “Período de la Prerreforma” al movimiento iniciado por John Wyclif, un peregrino inglés de origen judío que quería que la gente interpretara la Biblia por sí misma en vez de que la Iglesia tomara decisiones en el estilo de vida de esas personas. En el siglo XIV, Wyclif defendió, en su natal Inglaterra, varias opiniones que atentaban contra la autoridad de la Iglesia, criticando las riquezas del papado y las indulgencias mediante las que los ricos podían comprar el perdón para determinados pecados, incluso por anticipado. Asimismo, hizo que la Biblia se tradujera al inglés y encomendó a discípulos suyos, conocidos como «Los Predicadores de los Pobres», que predicaran en inglés, cuando la Santa Sede imponía el latín en todas las predicaciones. Wyclif y William Tyndale pudieron traducir la Biblia al inglés en contra de la Iglesia católica, para que las personas pudieran leerla en su lengua vernácula. De estos libros traducidos se imprimieron muy pocos, alrededor de 6000 ejemplares.
Después de muerto, la Iglesia le consideró hereje e hizo que, cuarenta y cuatro años después de su muerte, su cuerpo fuera desenterrado y quemado en la hoguera, pero sus ideas calaron hondo en el ánimo de Jan Hus, un reformista bohemio que inició una campaña contra la Iglesia. Su ejecución por hereje en 1415 provocó una guerra civil en Bohemia que fue sofocada por el emperador y el papa. A lo largo de todo este tiempo, tanto el Movimiento Lolardo o Wycliffita, como el Movimiento Husita y la protesta místico-evangélica de Girolamo Savonarola, señalaron de manera objetiva y frontal las diferentes opiniones sobre el cristianismo en la Edad Media, dentro de una perspectiva bíblica y evangélica.

### La Reforma

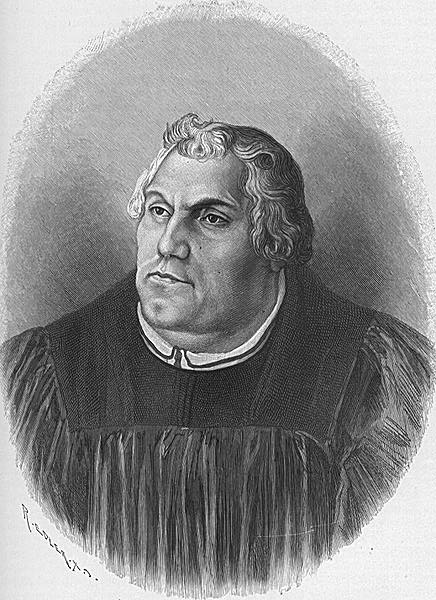
Martín Lutero

El desarrollo de la imprenta a mediados del siglo XV hizo que las ideas anticlericales tuvieran una mayor difusión, y cuando Martín Lutero publicó, en 1517, sus noventa y cinco tesis contra las indulgencias papales, pudo difundir sus ideas mucho más que sus predecesores. Excomulgado por el papa, condenado por el emperador, perseguido por ejércitos y sacerdotes, Lutero se mantuvo oculto durante más de un año en el castillo de Wartburg traduciendo la Biblia al alemán y escribiendo artículos que eran publicados y distribuidos masivamente. El resultado fue una revuelta de los campesinos que pensaron encontrar una liberación de la tiranía eclesiástica. Lutero, sin embargo, no pretendía desatar una guerra, por lo que publicó un panfleto en el que exhortaba a los campesinos a abandonar las armas. Ante esta actitud conciliadora de Lutero a dicha rebelión, muchos nobles se volvieron partidarios suyos.
Tras el fin de la revuelta, Carlos V concedió que cada Estado pudiera decidir, dentro de su propio territorio, sobre cuestiones religiosas, pero en 1529 la mayoría católica hizo que se derogase esta norma. Los luteranos elevaron su más enérgica protesta, lo que les hizo ganar el antes mencionado apodo de “protestantes”. Carlos V estaba empeñado en acabar con los luteranos, pero distraída su atención por varias guerras contra Francia y el Imperio turco, no pudo enviar tropas hasta quince años más tarde. Para entonces ya era tarde. El luteranismo se había convertido en la fe de más de la mitad de la población de Alemania y, aunque se perdieron batallas al principio, los luteranos consiguieron ganar la libertad religiosa.
En el plazo de dos décadas más, la Reforma se había expandido por la mayor parte del noroeste de Europa. En Inglaterra el rey Enrique VIII rechazó la autoridad papal sobre la Iglesia, y la Iglesia de Inglaterra entró en una reforma que la volvió una entidad esencialmente protestante (aunque a menudo los anglicanos, también llamados episcopalianos, se clasifican aparte). En Suiza, Francia, partes de Alemania, de Escocia y de los Países Bajos comenzó una segunda corriente de reforma no luterana, influida principalmente por Juan Calvino, el francés convertido en ginebrino, y el líder suizo Ulrico Zuinglio.
Al mismo tiempo apareció un estilo más radical de Protestantismo en el ala izquierda del movimiento. Anabaptistas, menonitas y otros rebautizaron cristianos y los iniciaron en un movimiento que rechazó drásticamente las prácticas católicas, incluso las que el luteranismo, calvinismo y anglicanismo no habían rechazado.
Como se ha mencionado, la Reforma se extendió desde sus bases originales a Escandinavia y la Europa Central, pero apenas penetró en Rusia y en el sudeste de Europa, donde prevalecía la Iglesia ortodoxa, o en la Europa meridional, que seguía firmemente católica. Después de una serie de guerras religiosas desde mediados del siglo XVI hasta mediados del siglo XVII, la mayoría de los protestantes (excepto los radicales) y los católicos adoptaron el principio de que los gobernantes de una región determinarían la religión de esa provincia o Estado. La separación de la Iglesia y el Estado, un principio que otros protestantes vinieron a sostener a fines del siglo XVIII, comenzó a romper la primacía protestante en el noroeste de Europa.
En la última parte del siglo XVIII y a través del siglo XIX y hasta el presente, los misioneros protestantes extendieron el movimiento por casi todo el mundo. Los puntos de penetración protestantes fueron muchas costas asiáticas y africanas, pero hasta hace relativamente poco que el protestantismo no llegó hasta la católica América hispana. A partir de 1607, cuando los anglicanos llegaron a Virginia, y hasta finales del siglo XIX, después de la inmigración en gran escala desde Europa del sur y de Irlanda, se creía que Norteamérica, menos Quebec, era territorio en gran parte protestante.
De una forma algo más pacífica, las ideas protestantes se infiltraron en muchos países europeos, unas veces apoyadas por la burguesía, otras por la nobleza, en ocasiones directamente por la monarquía. Apenas cincuenta años después de morir Lutero, el protestantismo había cambiado por completo el mapa de la sociedad.
La idea fundamental del protestantismo es que la Biblia es la Palabra de Dios pero, al contrario de lo que siempre afirmaron los católicos, cualquiera puede interpretarla y comprenderla. Así, libres de la autoridad eclesiástica, los protestantes pueden leer la Biblia y tras meditar en lo que han leído, pueden sacar sus propias conclusiones, conclusiones que posteriormente podrán ser discutidas con otras personas.
Esta libertad en la interpretación bíblica ha provocado que a lo largo de los años hayan surgido numerosas denominaciones, cada una con una interpretación distinta de diversos pasajes de la Biblia, pero también ha contribuido a darle un valor al pueblo, libre por fin de la autoridad religiosa, que fue el primer paso para las sociedades más democráticas.
La traducción de la Biblia a los diversos idiomas europeos, favorecida también por el auge de la imprenta, ha contribuido a la difusión de la cultura, haciendo que en los países protestantes el analfabetismo descendiera sensiblemente.
Entre los principales y más destacados personajes prerreformadores se señalan los siguientes: John Wyclif (1324-1384), William Tyndale, Jan Hus (1369-1415) y Girolamo Savonarola (1452-1498).

### Causas de la Reforma
El Renacimiento, con su mentalidad crítica, trajo consigo el cuestionamiento de las enseñanzas y prácticas de la Iglesia, confrontándose principios humanistas con la teología escolástica medieval.
Con la invención de la imprenta como nuevo elemento divulgador, las ideas de los reformadores se expandieron con rapidez. El crecimiento de la ciudad y de su elemento intelectual, la Universidad, fue un catalizador de la Reforma.

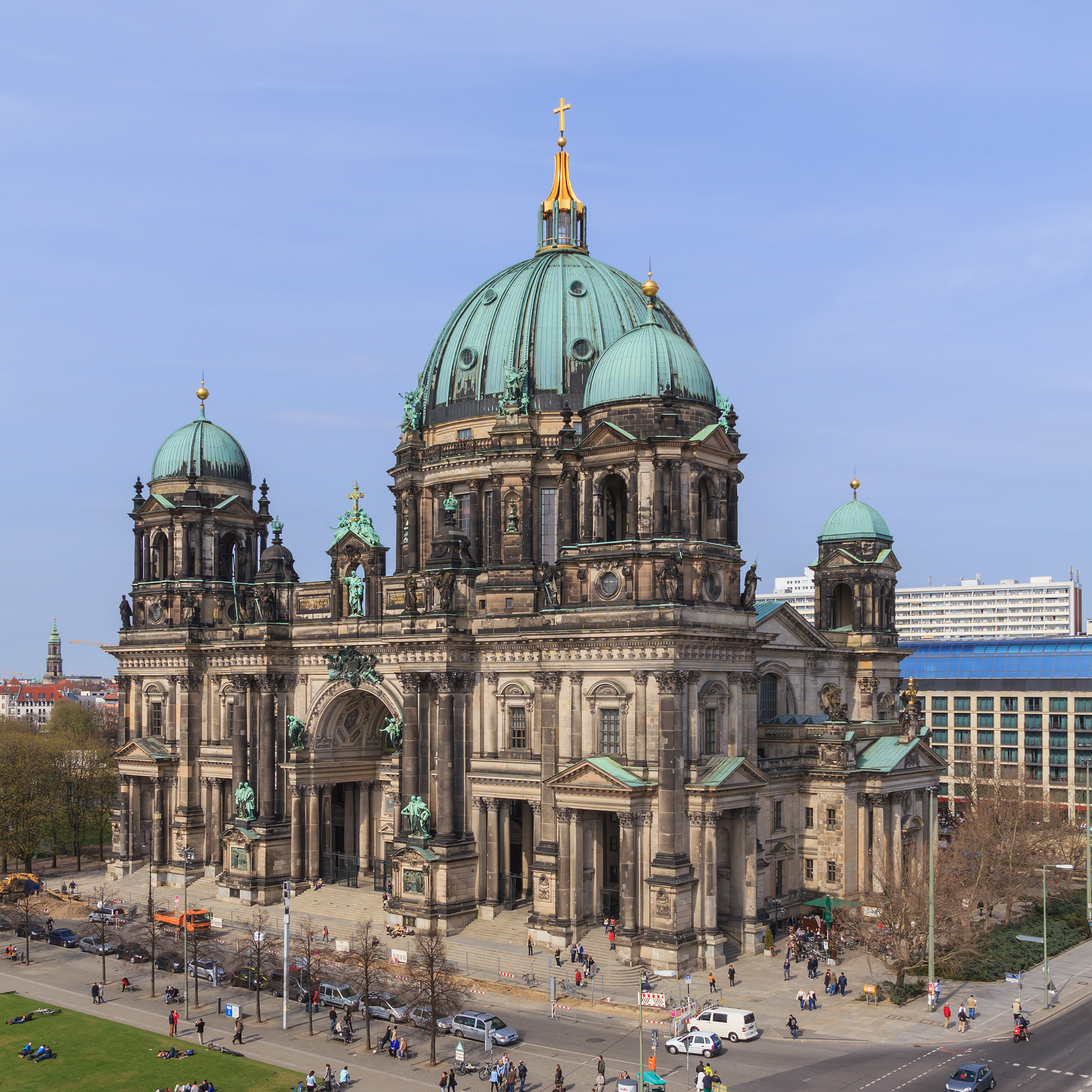
Catedral de Berlín, de la Iglesia Evangélica en Alemania.

El fortalecimiento de las monarquías nacionales europeas creó una palpable fricción entre poderes. La decadencia de los postulados dogmáticos de la reforma eclesiástico-cluniacense, y más concretamente de los papas Gregorio VII, Inocencio III y Bonifacio VIII sobre el poder supremo del papado, así como la corrupción de la máxima cúpula del sistema jerárquico eclesiástico medieval desde principios del siglo XIV con los cismas de Aviñón y de Occidente dieron lugar al surgimiento de exposiciones teológicas como las de Juan Taulero, de Guillermo de Occam y de Marsilio de Padua de un trasfondo antipapal. Surge la tesis conciliarista. El creciente fervor nacionalista europeo llevó a mirar con desconfianza y repudio el dominio papal sobre las diferentes naciones del Viejo Continente. Muchos monarcas vieron en la Reforma Protestante un modo de afianzar el Estado nacional y su poder monárquico o imperial. En el centro y norte de Europa hubo países, como Suiza o Suecia, donde la Reforma fue uno de los instrumentos más eficaces de la lucha contra los países católicos que los dominaban.[cita requerida]
Influyen también la rápida decadencia del escolasticismo y el resurgimiento de la teología agustiniana con unos caracteres renovadores, volviendo con mayor vigor la lectura y el estudio de la teología de san Agustín en detrimento de la teología tomista.

### Programa reformador
Los principales reformadores, de vasta cultura teológica y humanista, se consideraban a sí mismos fieles cristianos que aspiraban a regresar a las doctrinas apostólicas y a renovar la Iglesia cristiana en la práctica y doctrina.
Juan Calvino estudió en la Sorbona y su padre trabajaba con un obispo; Lutero era monje y profesor universitario de Biblia; Zuinglio era sacerdote y humanista. De acuerdo con el programa de los humanistas, buscaron en las fuentes de la antigüedad cristiana las bases para una renovación. Releyeron las Sagradas Escrituras y a los Padres de la Iglesia, (especialmente a San Agustín), interpretando una visión de la fe y una doctrina más bíblica y cristocéntrica, despreciando, por otro lado, toda la tradición cultural y religiosa acumulada por la Iglesia desde los primeros siglos.

## Difusión
La diseminación de las ideas protestantes fue facilitada por la invención de la imprenta, que hizo posible difundir una amplia literatura apologética, bíblica y devocional y fomentó la edición de nuevas traducciones de la Biblia en lenguas vernáculas. Estas revisiones del texto hicieron patente la débil base de algunas doctrinas medievales. La nueva forma de fundamentar la autoridad, junto con el rechazo de la formulación escolástica ahora sustituida por lenguaje bíblico, hacía difícil a los teólogos católicos rebatirla.[cita requerida] En el Concilio de Trento, los obispos católicos partidarios de Roma optarían por limitar el acceso laico a las escrituras, estableciendo que la Vulgata Latina era la única Biblia autorizada y redactando un índice de libros prohibidos.
Como resultado del apoyo de los gobiernos nacionales y locales, la Reforma Protestante logró éxito en amplias áreas de Europa. Se hizo predominante en el norte de Alemania y en Escandinavia, en su forma luterana. En Escocia prosperó la Iglesia presbiteriana de inspiración calvinista. También las Iglesias reformadas fructificaron en los Países Bajos, en las ciudades suizas y en el oriente de Hungría. Con posterioridad retornaron a la influencia del catolicismo Francia, Polonia, Bohemia, Bélgica, Hungría y amplias regiones de Alemania (sobre todo en el sur y el oeste). No obstante, con el desarrollo de los imperios europeos, particularmente el británico, el protestantismo continuó su expansión. Los siglos XIX y XX presenciaron una fuerte labor misionera que lo expandió por Asia, Oceanía, África y América. Hoy en día, cálculos estimativos señalan que más de 500 millones de personas profesarían alguna de las diversas formas del protestantismo moderno.
Los fundadores y colaboradores de la Reforma utilizaron todos los medios a su alcance para la extensión de la misma, valiéndose de cualquier factor que pudiese contribuir favorablemente con su movimiento. En relación con este punto podemos señalar algunos medios analizados y criticados por sus detractores (Iglesia católica):
- La denuncia de abusos reales y “supuestos” en la vida eclesial es señalada —especialmente al comienzo— como uno de los principales métodos empleados por los reformistas para promocionar sus nuevas ideas. Por esos medios ellos conquistaron a muchos que estaban insatisfechos con las condiciones existentes y estaban listos a apoyar a cualquier movimiento que prometía un cambio. Pero fueron especialmente las explícitas diferencias con Roma y los miembros de la jerarquía, nutridas por las constantes quejas sobre los abusos, el factor que más eficientemente apoyó a los reformistas, quienes pronto atacaron fuertemente la autoridad papal aceptada hasta el momento.
- También se tomó ventaja de las divisiones existentes en muchos lugares entre las autoridades civiles y eclesiásticas. El desarrollo del Estado —en su forma moderna— entre los pueblos cristianos de Occidente dio cabida a muchas disputas entre el clero y el laicado, entre los obispos y las ciudades, entre los monasterios y los señores territoriales. Cuando los reformistas le restaron al clero toda autoridad, especialmente toda influencia en asuntos públicos, se señala que permitieron a los príncipes y a las autoridades municipales finalizar esa larga contienda pendiente “para su propia ventaja”, atribuyéndose arbitrariamente todos los derechos en disputa, aboliendo la jerarquía cuyos derechos ellos usurparon, y estableciendo después por su propia autoridad una organización eclesial completamente nueva. El clero reformado poseyó entonces, desde el comienzo, apenas aquellos derechos que las autoridades civiles estuviesen complacidas en asignarle.
- En el transcurso de los siglos, un inmenso número de fundaciones habían sido hechas con fines religiosos, caritativos y educacionales, y habían sido provistas con ricos recursos materiales. Iglesias, monasterios, hospitales y escuelas tenían con frecuencia grandes rentas y extensivas posesiones, que suscitaban “la envidia de los gobernadores seculares”. La Reforma permitió a estos secularizar esa vasta riqueza eclesial. Los príncipes y autoridades municipales fueron entonces invitados a dividir la propiedad eclesiástica y a emplearla para sus propios propósitos. Los principados eclesiásticos, que eran encargados a los inquilinos solamente como personas eclesiásticas para la administración y usufructo, fueron, a despecho de la ley en vigencia, por la exclusión de los inquilinos, transformados en principados seculares.
- Las emociones humanas, a las cuales apelaron los reformistas, fueron otro medio de expansión de la Reforma. Las mismas ideas que estos innovadores defendían —libertad cristiana, licencia de pensamiento, el derecho y capacidad de cada individuo de encontrar su propia fe en la Biblia y otros principios similares— eran muy seductores para muchos.
- Al principio, numerosos obispos demostraron gran apatía con relación a los reformistas, no dando ninguna importancia al nuevo movimiento; les fue dado así un tiempo más largo a las cabezas del movimiento para expandir sus doctrinas. Incluso más tarde, muchos obispos inclinados mundanamente, aunque permaneciendo fieles a la Iglesia, eran muy laxos en el combate contra la herejía y en el empleo de medios adecuados para prevenir su posterior avance. Lo mismo debe decirse del clero parroquial, que era en gran parte ignorante e indiferente y contemplaba inútilmente el abandono de las personas. Los reformistas, por otro lado, demostraron un mayor celo por su causa. No dejando medio alguno sin utilizar, por palabra o la pluma, por la constante interacción con personas de mentalidad similar, por la elocuencia popular, en el empleo de la cual los líderes de la Reforma eran especialmente hábiles, a través de sermones y escritos populares que apelaban a las debilidades del carácter popular, a través de la incitación del fanatismo de las masas, en suma, por medio de una inteligente y celosa utilización de toda oportunidad y apertura que se les presentó, probaron su ardor por la expansión de sus doctrinas.
- Muchas nuevas instituciones introducidas por los reformistas favorecieron a la “muchedumbre” (según el punto de vista católico) —p. ej. la recepción del cáliz por todas las personas, el uso de la lengua vernácula en el servicio divino, los himnos religiosos populares usados durante los servicios, la lectura de la Biblia, la negación de las diferencias esenciales entre el clero y el laicado—. En esa categoría deben ser incluidas doctrinas que tenían gran atracción para muchos —p. ej., la justificación por la sola fe sin referencia a las “buenas obras”; el rechazo de la libertad de voluntad; la certeza personal de la salvación en la fe (“confianza subjetiva en los méritos de Cristo”, de acuerdo a los teólogos católicos), el sacerdocio universal, que ofrecía dar a todos una parte directa en las funciones sacerdotales y en la administración eclesiástica—.

## Ramas o denominaciones
En Alemania surgió la Iglesia luterana. En la Suiza de habla alemana, Ulrico Zuinglio y otros comenzaron también un intento de reforma de la Iglesia católica. Pero Juan Calvino fue el dirigente más destacado de la Reforma Protestante en Suiza. La Reforma que se había iniciado casi simultáneamente en Zúrich (cantón de habla alemana) y Ginebra (francófona) fue extendiéndose por los países vecinos, llegando a Escocia de la mano de John Knox, que se había formado en Ginebra, dando origen a la Iglesia Presbiteriana.

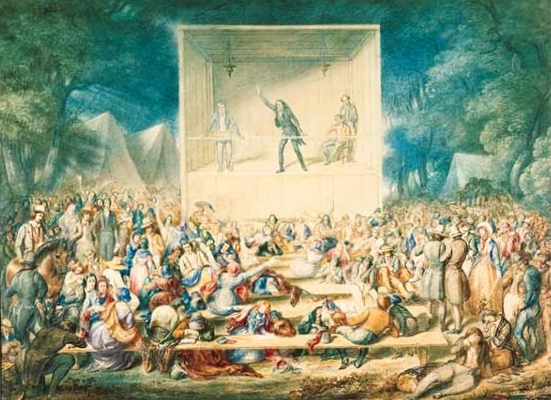
1839 Reunión del campamento metodista durante el Segundo Gran Despertar en los Estados Unidos.

Mientras tanto, la Iglesia de Inglaterra (anglicana) no se dejó influir en un primer momento por el protestantismo, pero tras su ruptura con la Iglesia de Roma, comenzó un paulatino y vacilante acercamiento hacia los ideales reformados. Actualmente las Iglesias de la Comunión anglicana se declaran abiertamente reformadas. De ellas surgió la Iglesia Metodista, que, junto a los presbiterianos, y a las iglesias bautistas, entre otros, se conocen históricamente como disidentes.
Fuera de ese protestantismo, que muchos estudiosos denominan “magisterial”, se dio otra vertiente, que se distinguió tanto del catolicismo como de las Iglesias protestantes de carácter nacional. Esta corriente recibe el nombre de Reforma Radical, cuyos integrantes pasaron a conocerse como anabaptistas, que rechazó la unión de la Iglesia cristiana con el Estado y repudiaron el bautismo infantil, constituyéndose en iglesias independientes o segregadas que dieron lugar a corrientes como los menonitas, e influyeron a los fundadores de otras, como las iglesias bautistas.
Desde finales del siglo XIX empezaron a surgir otras diferentes ramas influenciadas por los movimientos de reavivamiento. La principal corriente protestante surgida en ese periodo es el pentecostalismo, que empezó en Estados Unidos y se ha extendido principalmente a Latinoamérica y África. Las iglesias pentecostales dan un énfasis mayor en los dones espirituales descritos en el Nuevo Testamento, principalmente el “hablar en lenguas”.
Cada rama o denominación del protestantismo suele estar subdividida en diversos grupos independientes a los que también se les suele llamar “denominaciones” o “familias denominacionales”. Estos grupos se suelen distinguir entre los de su propia rama por diferencias cuanto al énfasis en determinados puntos doctrinales y aplicación de los textos bíblicos, pero también por estar en diferentes países o incluso regiones de una misma nación. También se suele dar el caso de divisiones provocadas por divergencias administrativas, aunque esto afecta mucho más a iglesias locales que a grupos enteros.
Asimismo existe una infinidad de congregaciones locales o grupos de congregaciones que no poseen vínculo formal con denominaciones instituidas, a las cuales se suele llamar “iglesias independientes”. Este tipo de iglesias ha experimentado una gran proliferación en las últimas décadas del siglo XX especialmente dentro del pentecostalismo, donde el énfasis en revelaciones divinas hace que muchas personas decidan tener su propio ministerio, empezando sus propias congregaciones de forma independiente, es decir, sin vínculo institucional.
Las iglesias independientes suelen mantenerse a nivel local como un solo grupo, aunque experimenten un gran crecimiento numérico, lo cual ha dado lugar a diversas “megaiglesias”, que son iglesias locales con miles de miembros. Aun así, existen iglesias independientes que se subdividen hasta el punto de convertirse ellas mismas en denominaciones, además de otras que se unen en fraternidades de iglesias que acaban transformándose también en denominaciones.

Ramificación del protestantismo a lo largo de los siglos.

### Principales ramas del protestantismo
Luteranos
- Origen: siglo XVI en Alemania, con la ruptura con el papa por parte de Martín Lutero en lo que se conoce como Reforma Protestante.
- Doctrinas destacadas: sola scriptura, sola fide, y sacerdocio universal.
- Sacramentos: bautismo y eucaristía.
- Implantación: 75 millones de seguidores, principalmente en Alemania y Escandinavia.
- Líder: Presidente de la Federación Luterana Mundial.
- Federación Luterana Mundial

Anglicanos
- Origen: siglo XVI, con la ruptura con el papa por parte de Enrique VIII de Inglaterra, creando lo que se denomina vía media del cristianismo (entre el catolicismo y el protestantismo más reformado).
- Doctrina destacada: principio de la supremacía real, contenida en las Actas de Supremacía, que respalda la autoridad del monarca sobre la Iglesia.[15]
- Sacramentos: bautismo y eucaristía, aunque consideran de manera secundaria los demás sacramentos de la tradición apostólica (por ejemplo, orden sacerdotal).
- Implantación: 85 millones de seguidores, principalmente en Inglaterra.
- Líder: Arzobispo de Canterbury
- Comunión anglicana

Calvinistas
- Origen: siglo XVI, con Juan Calvino en Suiza y Francia (instituyéndose la Iglesia Reformada, que se extiende a los Países Bajos), llegando a Escocia (donde, a través de John Knox, se institucionaliza como Iglesia Presbiteriana) e Inglaterra (dando origen a la Iglesia Congregacional).
- Doctrina destacada: predestinación.
- Sacramentos: bautismo y eucaristía.
- Implantación: 85 millones (50 millones de presbiterianos, 30 millones de congregacionales y 5 millones de reformados), principalmente en Reino Unido, Países Bajos, Estados Unidos, Corea del Sur, Latinoamérica y África subsahariana.
- Líder: Secretario general de Comunión Mundial de Iglesias Reformadas.
- Comunión Mundial de Iglesias Reformadas

Bautistas
- Origen: siglo XVI Los Bautistas surgieron a finales del siglo XVI y principios del siglo XVII como movimiento puritano en Inglaterra, eran de soteriología calvinista generalmente y congregacionales, y junto a los Presbiterianos y Congregacionales formaban parte del movimiento que intentaba en sus principios purificar la iglesia de Inglaterra. Han tenido un mayor crecimiento en Estados Unidos, donde son la rama protestante mayoritaria.
- Doctrina destacada: bautismo por inmersión de los adultos.
- Sacramentos: bautismo y eucaristía.
- Implantación: 100 millones de seguidores, principalmente en Estados Unidos y Latinoamérica.
- Presidente de Alianza Mundial Bautista.
- Alianza Mundial Bautista
- Tabernáculo Bíblico Bautista

Metodistas
- Origen: siglo XVII, con John Wesley en Inglaterra. Emparentados con el calvinismo (salvo la predestinación) y el anglicanismo, extendiéndose a Estados Unidos y África, donde experimentaron un gran crecimiento.
- Doctrina destacada: acento en la conversión, la predicación y la santidad.
- Sacramentos: bautismo y eucaristía.
- Implantación: 85 millones de seguidores, principalmente en Reino Unido, Estados Unidos y África subsahariana.
- Líder secretario general de Consejo Metodista Mundial.
- Consejo Metodista Mundial

Evangélicos
- Origen: los orígenes del movimiento evangélico se suelen trazar hasta el metodismo inglés, la Iglesia de Moravia (en particular, la teología de su obispo, Nicolaus Ludwig von Zinzendorf) y el pietismo luterano.
- Doctrinas destacadas: glosolalia, experiencia de «nacer de nuevo» cuando se recibe la salvación, y salvación por gracia a través de la fe en la expiación hecha por Jesús de Nazaret.
- Sacramentos: bautismo y eucaristía.
- Implantación: 600 millones de seguidores, principalmente en Estados Unidos, Reino Unido y Latinoamérica.
- Líder: La gobernanza de la organización está garantizada por un secretario general y secretarios regionales en las 9 regiones miembros continentales[16] de Alianza Evangélica Mundial.
- Alianza Evangélica Mundial

Pentecostales
- Origen: entre finales del siglo XIX y principios del siglo XX, inspirados por Charles Finney y William Seymour. Están constituidos principalmente por iglesias locales independientes, aunque también comprende grandes denominaciones como las Asambleas de Dios.
- Doctrina destacada: glosolalia o don de lenguas como evidencia del bautismo en el Espíritu Santo.
- Sacramentos: bautismo y eucaristía.
- Implantación: 250 millones de seguidores, principalmente en Estados Unidos, Latinoamérica, África subsahariana y Corea del Sur.
- Líder: Secretario/a general de Fraternidad Mundial Pentecostal.
- Fraternidad Mundial Pentecostal
  - Fraternidad Mundial de las Asambleas de Dios

Adventistas
- Origen: El movimiento adventista se originó a raíz de las ideas de William Miller, un granjero bautista estadounidense que comenzó a predicar durante el Segundo Gran Despertar religioso, ocurrido durante la primera mitad del XIX.
- Doctrina destacada: El Santuario Celestial, consiste en la creencia de que existe un Santuario en el cielo y que muchos aspectos del Tabernáculo hebreo, o santuario terrenal, son representativos de las realidades celestiales.
- Sacramentos: Bautismo y Cena del Señor
- Implantación: 70 millones de seguidores, principalmente en Brasil y la India.
- Líder: Secretario/a general de Unión de Iglesias Cristianas Adventistas del Séptimo Día.
- Unión de Iglesias Cristianas Adventistas del Séptimo Día

#### Anabaptistas
• Origen: Siglo XVI, Suiza y Alemania (Movimiento radical de la Reforma).
• Doctrinas destacadas: bautismo solo para creyentes adultos, separación de la Iglesia y el Estado, pacifismo y rechazo de la guerra.
• Sacramentos: bautismo y eucaristía.
• Implantación: Aproximadamente 4 millones de seguidores, principalmente en EE. UU., Canadá, Europa y América Latina.
• Grupos principales: menonitas, amish, hutteritas, hermanos en Cristo.

## Protestantismo en el mundo

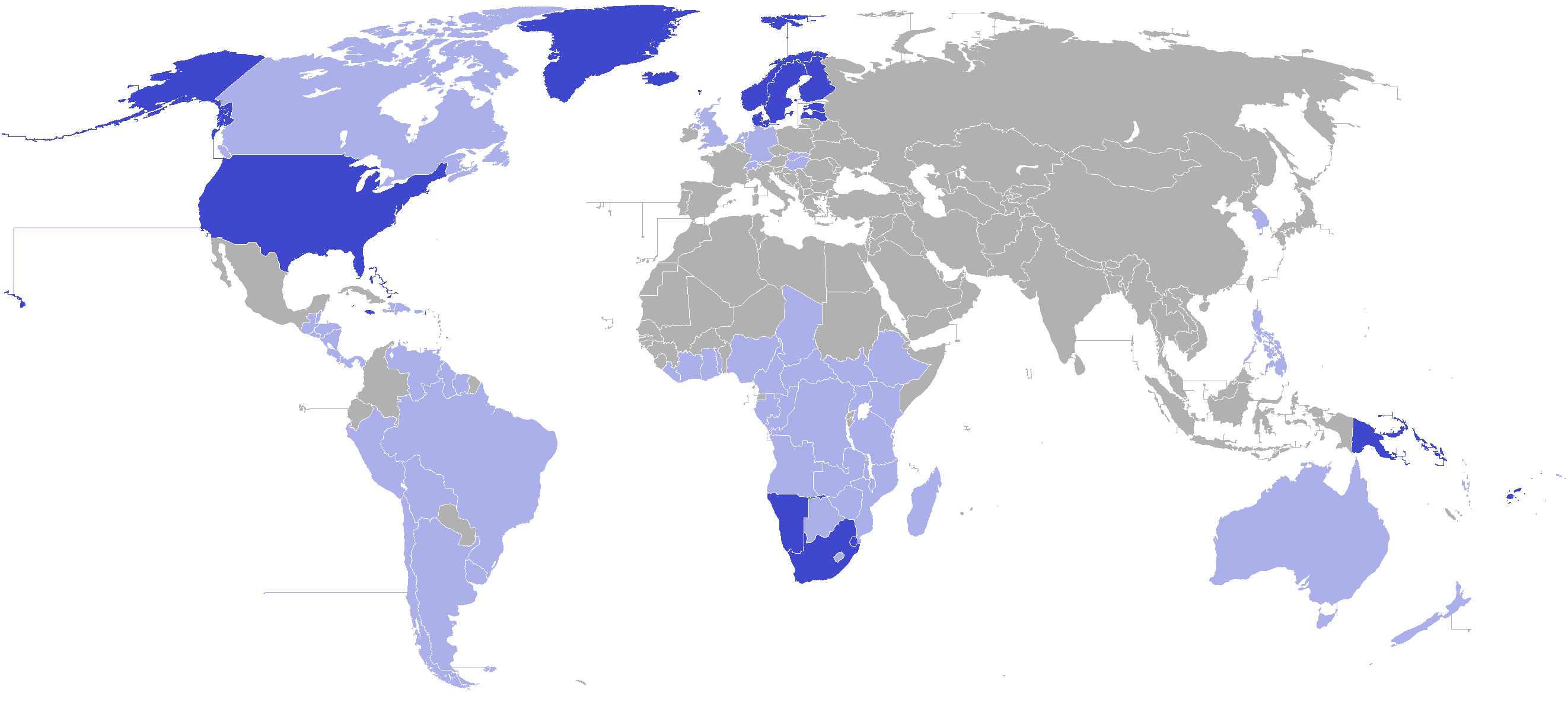
Países y regiones donde es mayoritario el protestantismo

Protestantismo en el mundo.

El país con mayor número de protestantes es Estados Unidos, donde pese a la pérdida de peso de los “WASP”, tradicionalmente a favor de otros grupos (especialmente los hispanos, de mayoría católica), la mayor parte de los estadounidenses pertenece a alguna confesión protestante. Entre los de mayor población, el que tiene el mayor porcentaje es el Reino Unido, cuyas confesiones mayoritarias son la Iglesia de Inglaterra (anglicana) y la Iglesia de Escocia (presbiteriana).
| Lugar | País                            | Población protestante | % de protestantes |
| ----- | ------------------------------- | --------------------- | ----------------- |
| 1     | Estados Unidos                  | 141.000.000           | 43,0 %            |
| 2     | Reino Unido                     | 44.726.678            | 72,0 %            |
| 3     | Brasil                          | 42.300.000            | 22 %              |
| 4     | China                           | 40.520.850            | 3,0 %             |
| 5     | Nigeria                         | 34.100.000            | 23,0 %            |
| 6     | Sudáfrica                       | 30.000.000            | 62,0 %            |
| 7     | Alemania                        | 22.036.000            | 26,6 %            |
| 8     | Indonesia                       | 15.460.000            | 6,5 %             |
| 9     | Kenia                           | 12.855.244            | 38,0 %            |
| 10    | República Democrática del Congo | 12.017.001            | 20 %              |

### Latinoamérica
Los principales grupos protestantes comenzaron a establecerse en América Latina en el siglo XIX. Los presbiterianos se instalaron en Argentina en 1836, en Brasil en 1859, en México en 1872 y en Guatemala en 1882. Los metodistas siguen un itinerario parecido: México en 1871, Brasil en 1886, Antillas en 1890, Costa Rica, Panamá y Bolivia en los últimos años del siglo; mientras que en Ecuador, Colombia y Perú se establecieron primeramente los bautistas y los pentecostales, así como una parte de los metodistas.
Actualmente las comunidades protestantes se encuentran en América Latina y también en Centroamérica.
| Lugar | País                 | Población protestante | % de protestantes |
| ----- | -------------------- | --------------------- | ----------------- |
| 1     | Brasil               | 37.300.000            | 22 %              |
| 2     | México               | 8.386.207             | 9 %               |
| 3     | Venezuela            | 8.011.197             | 16 %              |
| 4     | Argentina            | 6.880.410             | 15,3%             |
| 5     | Guatemala            | 6.275.620             | 45 %              |
| 6     | Colombia             | 6.070.000             | 11 %              |
| 7     | Honduras             | 4.120.000             | 41 %              |
| 8     | Perú                 | 3.121.352             | 15,4 %            |
| 9     | Haití                | 3.230.371             | 28,5 %            |
| 10    | República Dominicana | 2.655.484             | 19 %              |
| 11    | El Salvador          | 2.601.600             | 38 %              |
| 12    | Chile                | 2.026.000             | 15 %              |
| 13    | Nicaragua            | 1.804.300             | 32,9 %            |
| 14    | Ecuador              | 1.340.591             | 9,3 %             |
| 15    | Bolivia              | 1.270.000             | 14 %              |
| 16    | Costa Rica           | 971.394               | 23 %              |
| 17    | Panamá               | 544.916               | 9 %               |
| 18    | Cuba                 | 600.000               | 5 %               |
| 19    | Paraguay             | 544.119               | 7,3 %             |
| 20    | Uruguay              | 317.667               | 8 %               |
| 21    | Belice               | 80.140                | 24 %              |